# Макарово (Вепревский сельсовет)
Мака́рово — село в Вологодском районе Вологодской области.
Входит в состав Кубенского сельского поселения (с 1 января 2006 года по 8 апреля 2009 года было центром Вепрёвского сельского поселения), с точки зрения административно-территориального деления — центр Вепрёвского сельсовета.

## История
Макарово было основано помещиками Дружиниными в 1889 году как летняя барская усадьба. Рядом с усадьбой был разбит парк, аллеи (берёзовая и пихтовая), а сама усадьба была окружена тремя прудами, которые сохранились и до сегодняшнего дня. Первоначально село располагалось ближе к лесу (сейчас там находятся частные картофельники).
Макарово относилось к Вепрёвской волости Вологодского уезда. В 1926 году село вошло в состав Верхне-Вологодской волости, а после упразднения губерний — в состав Вепрёвского сельсовета, центром которого и стало.
1 января 2006 года Макарово стало центром Вепрёвского сельского поселения, которое было образовано на основе сельсовета. Однако 8 апреля 2009 года Вепрёвское сельское поселение вошло в состав Кубенского сельского поселения и село осталось только центром сельсовета.

## Общая информация
Макарово расположено в 50 км от Вологды. Добраться до села можно на автобусе Вологда — Северная Ферма. Многие жители села ездят на работу в Вологду и Молочное на личном транспорте.
В селе работают школа (Макаровская средняя общеобразовательная школа), детский сад, медпункт.
Макарово принадлежит Кубенскому опорному пункту ОВД. Погребение местных жителей осуществляется на кладбище в 3 км от села.
Без спутниковой антенны в селе доступны 8 федеральных и 1 вологодский городской телевизионный канал. Действуют сотовые операторы «МегаФон» и «МТС».
Основным занятием местных жителей являются лесозаготовки и молочное животноводство. В частности, многие жители работают на предприятиях села Молочное или агрофирме «Северная Ферма».

По переписи 2002 года население — 530 человек (252 мужчины, 278 женщин). Всё население — русские.

## Достопримечательности
Главной достопримечательностью Макарово являются старинный парк (бывший помещичий сад) и система прудов, сохранившиеся с конца XIX века.

Кроме того в окрестностях села имеется святой родник, особо почитаемый местными верующими. Ежегодно приезжает настоятель прихода и проводит молебен близ родника, который недавно был освящен.